# EX-387
La carretera EX-387 es de titularidad de la Junta de Extremadura. Su categoría es local. Su denominación oficial es   EX-387 , de Bohonal de Ibor a límite de provincia de Toledo (El Puente del Arzobispo).